# Seonī Mālwā
Seonī Mālwā är en ort i Indien.   Den ligger i distriktet Hoshangabad och delstaten Madhya Pradesh, i den centrala delen av landet, 700 km söder om huvudstaden New Delhi. Seonī Mālwā ligger 319 meter över havet och antalet invånare är 28 334.
Terrängen runt Seonī Mālwā är platt. Runt Seonī Mālwā är det ganska tätbefolkat, med 108 invånare per kvadratkilometer. Det finns inga andra samhällen i närheten. Trakten runt Seonī Mālwā består till största delen av jordbruksmark.